# Arthrogryposis multiplex congenita
Unter Arthrogryposis multiplex congenita (AMC) wird eine angeborene Gelenksteife (Dysmorphie) verstanden. Der Begriff steht für das Zustandsbild. Die AMC entsteht zur Zeit der Organogenese, gegen Ende der ersten drei Schwangerschaftsmonate (8. bis 11. Schwangerschaftswoche). Sie kann einzelne Gelenke betreffen und als ausgedehnte Form mehrere Gelenke bis hin zu Organ- und Gehirnbeteiligung führen. Es finden sich Veränderungen der Muskeln, Sehnen und vor allem des Bindegewebes mit Folgen für die Gelenkkapseln und die Mobilität der Gelenke.
Der Begriff AMC beschreibt ein Krankheitsbild bzw. eine Krankheitsgruppe
mit höchst unterschiedlicher Ausprägung.
Synonyme sind: Arthrogryposis; Guérin-Stern-Syndrom; Rossi-Syndrom; Arthromyodysplasie, kongenitale; Kongenitale Amyoplasie; Multiple kongenitale Arthrogrypose; Myodysplasie; lateinisch Myodystrophia fetalis deformans; Amyoplasia congenita; Arthromyodysplasia congenita; englisch Otto syndrome; Rocher-Sheldon syndrome

## Verbreitung
Die Häufigkeit wird mit 1–9 zu 100.000 (mit einer von 3000 Geburten) angegeben.

## Erscheinungsformen
Obwohl die individuelle Ausprägung des Krankheitsbilds sehr unterschiedlich sein kann, sind die Symptome unmittelbar nach der Geburt offenbar. Als typisches Merkmal lassen sich jedoch die Versteifungen (so genannte Kontrakturen) beschreiben, von denen alle Gelenke betroffen sein können und die in allen Bewegungsrichtungen auftreten. Der über das vollständig gestreckte Gelenk (zum Beispiel des Ellenbogens) gespannten Haut fehlen auf der Beugeseite die Hautfalten. Im Gegensatz dazu bilden sich auf der Streckseite typischerweise Grübchen. Die Muskeln der betroffenen Gelenke sind unterentwickelt und somit kraftlos.
Die häufigsten Fehlbildungen betreffen die oberen und unteren Extremitäten: Schultergelenk mit eingeschränkter Bewegungsfähigkeit, Ellenbogengelenk in Beuge- oder häufig auch in Streckstellung eingesteift, Handgelenk oft mit typischer Abwicklung nach außen, Finger einzeln oder alle verbogen und/oder versteift, Daumen häufig zum Handteller eingeschlagen. Bei über 80 Prozent der Betroffenen kommt es zu Deformitäten des Hüftgelenks. Das Kniegelenk weist bei über 60 Prozent der Fälle Beugekontrakturen auf. Häufig treten Klumpfüße, seltener Platt-, Spitz- oder Hackenfuß auf. In schweren Fällen kommt es zu Fehlbildungen der Wirbelsäule, so genannten ausgeprägten Skoliosen.

## Ursachen
Die eigentliche Ursache für das Auftreten der Fehlbildungen ist vielfältig und wird häufig durch mehrere Einflüsse bestimmt. Bestimmte Formen von AMC werden durch eine Punktmutation am ZC4H2-Gen (Zinkfinger-Gen) verursacht. Neben genetisch bedingten Ursachen können äußere Störfaktoren, wie zum Beispiel vorgeburtliche Erkrankungen durch Erreger (Infekte), Medikamente, Gehirnlähmungen ursächlich sein. Bei einem Teil der Betroffenen sind Fehlentwicklungen der Nerven bekannt. Fehlbildung von Muskeln, Sehnen und Gelenkkapseln treten unmittelbar oder infolge der neurologischen Störung auf. Dadurch sind die Gelenke in ihrer Bewegung gehemmt, die Gliedmaße verformt und die Muskelkraft in Teilbereichen herabgesetzt.

## Klassifikation
Je nach Ausprägung des Krankheitsbildes werden verschiedene Typen unterschieden. Gebräuchlich ist die sog. „Münchener Klassifikation“, die auf Judith Hall, Seattle, zurückgeht.

### Typ 1
Betroffen sind nur die Extremitäten. Je nach Ausprägung werden noch zwei Untergruppen unterschieden:
- Typ 1a: Hauptsächlich betroffen sind die Hände und Füße, (Distale Arthrogrypose)
- Typ 1b: Betroffen sind die gesamten Extremitäten einschließlich der Schulter- und Hüftgelenke

Weitere Störungen oder Fehlbildungen liegen nicht vor, (Amyoplasie). Die geistige und sensorische Entwicklung verläuft normal.

### Typ 2
Neben den Veränderungen des Typ 1 kommen noch Fehlbildungen unterschiedlicher Organe (zum Beispiel Bauchdecke, Harnblase, Kopf, Wirbelsäule) hinzu.

### Typ 3
Neben den Dysmorphien liegen noch mehr oder weniger stark ausgeprägte Fehlbildungen der Wirbelsäule und des Zentralnervensystems vor, bis hin zu schwersten Fehlbildungen, Gordon-Syndrom.

## Im Rahmen von Syndromen
Nach der Datenbank Orphanet tritt die Arthrogrypose bei folgenden Erkrankungen auf:
- Arthrogrypose-ähnliches Symptom, Synonym: Kuskokwim-Krankheit, Mutationen im FKBP10-Gen Chromosom 17 q21.2[7][8]
- Arthrogrypose – Hyperkeratose, letaler Typ, Synonym: Johnston-Aarons-Schelley-Syndrom[9]
- Arthrogrypose infolge Muskeldystrophie[10]
- Arthrogrypose, letale – Verlust von Vorderhornzellen, Synonyom: LAAHD, autosomal-rezessiv, Mutationen im GLEI1-Gen Chromosom 9 q34.11[11][12]
- ARC-Syndrom, Synonym: Arthrogrypose – Nierenfunktionsstörung – Cholestase
- Arthrogryposis multiplex congenita, neurogener Typ, autosomal-rezessiv[13]
- Illum-Syndrom, Synonyme: Arthrogryposis multiplex congenita – Whistling-face-Syndrom, Arthrogryposis multiplex congenita – ZNS-Kalzifikation
- Adduzierte Daumen-Arthrogrypose-Syndrom (Typ Christian), autosomal-rezessiv[14]
- Pena-Shokeir-Syndrom I, Synonyme: Fetale Akinesie/Hypokinesie-Sequenz, Arthrogryposis multiplex congenita – Lungenhypoplasie
- Wieacker-Wolff-Syndrom, Synonyme: Intelligenzminderung-Entwicklungsverzögerung-Kontrakturen-Syndrom, X-chromosomal-rezessiv
- Letales fetales zerebro-reno-urogenitales Agenesie/Hypoplasie-Syndrom, Synonym: Meckel syndrome 12, autosomal-rezessiv, Mutationen im KIF14-Gen Chromosom 1 q32.1[15][16]
- Marden-Walker-Syndrom, autosomal-dominant
- Multiples Pterygium-maligne Hyperthermie-Syndrom, Synonyme: Froster-Iskenius-Waterson-Hall-Syndrom; Maligne Hyperthermie-Arthrogrypose-Torticollis-Syndrom, autosomal-rezessiv[17]
- Myogene Arthrogryposis multiplex congenita, autosomal-rezessive, Synonyme: AMC, myogene, autosomal-rezessive; Arthrogryposis multiplex congenita, SYNE1-abhängige; SYNE1-abhängige AMC, autosomal-rezessiv[18]
- Kongenitale letale Myopathie Typ Compton-North, autosomal-rezessiv, Mutationen im CNTN1-Gen Chromosom 12 q12[19][20]
- Boylan-Dew-Syndrom, Synonym: Neuropathie, hypomyelinisierte – Arthrogrypose, autosomal-rezessiv
- Prenatal-onset spinal muscular atrophy with congenital bone fractures[21]
- X-chromosomale infantile Spinale Muskelatrophie, Synonyme: Arthrogryposis multiplex congenita, distale X-chromosomale; SMAX2; Spinale Muskelatrophie mit Arthrogrypose; Spinale Muskelatrophie, X-chromosomale, Typ 2, X-chromosomal-rezessiv, Mutationen im UBA1-Gen X-Chromosom p11.3[22][23]
- Van-den-Ende-Gupta-Syndrom, Synonyme: Marden-Walker-ähnliches Syndrom; VDEGS, autosomal-rezessiv
- Arthrogrypose mit okulomotorischen und elektroretinalen Anomalien[24]

## Therapie

### Physiotherapie und Ergotherapie
Wichtige therapeutische Erfolge bei AMC werden mit Physiotherapie und Ergotherapie erzielt. Die Behandlung sollte so früh wie möglich beginnen.
Durch passives Durchbewegen können die versteiften Gelenke schrittweise gelockert werden. Zusätzlich werden Therapien auf neurophysiologischer Basis z. B. nach Vojta und Bobath durchgeführt, bei denen die Muskelaktivitäten, soweit vorhanden, angeregt werden.
Die erzielbaren Verbesserungen durch diese Therapien sind in den ersten Jahren besonders groß. So lassen sich später entstehende Fehlstellungen verringern. Ein Basisprogramm sollte langfristig den erreichten Erfolg sichern.

### Orthopädische Hilfsmittel
Orthopädische Schienen oder Schuhe sind für manche Betroffene mit AMC hilfreich. Nach operativen Korrekturen kann das erreichte Ergebnis durch Schienen stabilisiert werden. Betroffene mit sehr schwachen Muskeln können durch leichte Schienen das Gehen erlernen.
Dagegen lassen sich die fehlgestellten Gelenke mit so genannten Quengelschienen nicht korrigieren.

### Operationen
Operationen können durchgeführt werden,
- wenn Betroffene durch die Gelenkfehlstellung so stark behindert sind, dass Hände, Arme oder Beine nicht ausreichend eingesetzt werden können

und
- wenn an dem betroffenen Gelenk die krankengymnastischen Behandlungsmöglichkeiten erschöpft sind.

Fehlstellungen werden soweit korrigiert oder beseitigt, dass die Betroffenen ihre schwache Muskulatur funktionsgerecht einsetzen können.
Wichtigstes Ziel aller orthopädisch-chirurgischen Maßnahmen ist, die Funktion der Gelenke zu verbessern und dem Betroffenen ein möglichst unabhängiges und selbständiges Leben zu ermöglichen.

## Selbsthilfe
Die Interessengemeinschaft Arthrogryposis (IGA) e. V. ist die Selbsthilfeorganisation der von Arthrogryposis multiplex congenita Betroffenen und ihrer Angehörigen im deutschsprachigen Raum. Sie wurde 1992 gegründet und hat heute rund 500 Mitglieder.
Die IGA ist Mitglied in der Bundesarbeitsgemeinschaft Selbsthilfe, der Landesarbeitsgemeinschaft Selbsthilfe Baden-Württemberg, der Allianz Chronischer Seltener Erkrankungen (ACHSE) und dem Sozialverband VdK Deutschland.

## Medizinhistorische Aspekte

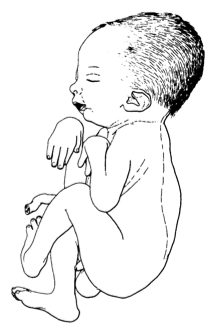
Zeichnung Ottos eines von Arthrogryposis multiplex congenita betroffenen Kleinkindes, 1841.

Der Anatom Adolph Wilhelm Otto publizierte 1841 in seinem Lehrbuch Monstrorum sexcentorum descriptio anatomica die erste klinische Beschreibung eines von Arthrogryposis multiplex congenita betroffenen Neugeborenen. Die erste Darstellung eines Kranken stammt möglicherweise aus dem Jahr 1568.